# Ussat
Ussat är en kommun i departementet Ariège i regionen Occitanien i södra Frankrike. Kommunen ligger  i kantonen Tarascon-sur-Ariège som ligger i arrondissementet Foix. År 2022 hade Ussat 308 invånare.

## Befolkningsutveckling
Antalet invånare i kommunen Ussat
Referens: INSEE